# August Bolten

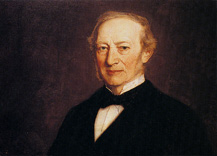
August Bolten, Ausschnitt eines Porträts von Carl Johann Lasch (1883)

Johann August Gottfried Bolten (* 23. Januar 1812 in Kloddram; † 19. Juli 1887 in Hamburg) war ein deutscher Schiffsmakler und Reeder.

## Leben
August Bolten wurde als Sohn des Juristen Johann Joachim Bolten und dessen Ehefrau Anna Margarethe, geborene Rentzel auf dem Gut Kloddram (heute ein Ortsteil von Vellahn) geboren. Dieses Gut hatte sein Vater 1798 erworben, nachdem er vorher in Hamburg als Domherr tätig war. Sein Großvater war der Hamburger Stadtphysikus Joachim Friedrich Bolten.

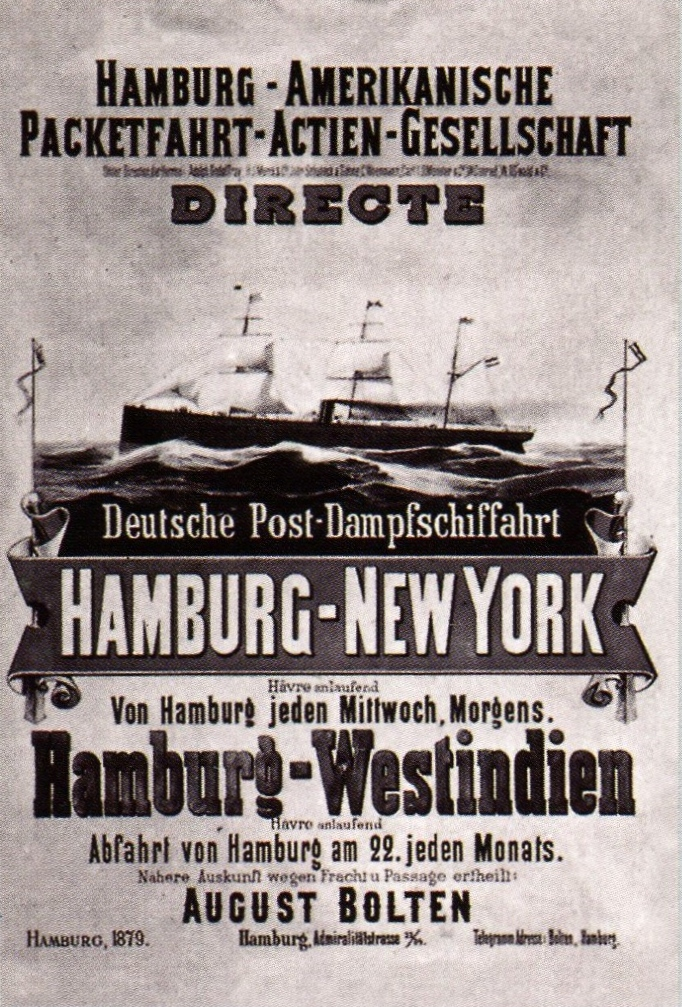
Plakat von 1879

August Bolten war ein Teilhaber der Schiffsmaklerei von William Miller (1767–1840), nachdem er dort seit 1831 als Kommis angestellt war. 1844 war er alleiniger Inhaber der Maklerei. Sie firmierte unter dem Namen Aug. Bolten Wm. Miller’s Nachfolger. Bolten gehörte zu den Begründern einiger Hamburger Reedereien. So führten seine Bemühungen 1847 zur Gründung der Hamburg-Amerikanische Packetfahrt-Actien-Gesellschaft und 1869 zur Gründung der Hamburg-Brasilianischen Dampfschiffahrt-Gesellschaft, aus der 1871 mit einem Anteil von 28,5 % der Boltenschen Reederei die Hamburg-Südamerikanische Dampfschiffahrts-Gesellschaft hervorging. Neben seiner Schiffsmaklertätigkeit und mehreren Beteiligungen an Schifffahrtsgesellschaften betrieb er seit 1866 eine eigene Reederei, bis 1925 vornehmlich mit Frachtsegelschiffen.
1860 heiratete er die Pastorentochter Mathilde Büsch (1815–1899); die Ehe blieb kinderlos. Das Erbe des Ehepaars diente 1901 als Stiftungskapital für das Eppendorfer Mathilden-Stift, welches als Stiftungszweck die Bereitstellung für Wohnraum für Menschen ab 55 Jahren mit geringem Einkommen verfolgt.
Die Reederei Aug. Bolten Wm. Miller’s Nachfolger besteht heute noch in siebter Generation in Familienbesitz. Auch die heutige TT-Line geht auf die Reederei August Bolten zurück.
1949 wurde der August-Bolten-Weg im Hamburger Stadtteil Blankenese nach dem Reeder benannt.